# Alfred Tomatis
Alfred August Tomatis (ur. 24 lub 25 grudnia 1919 albo 1 stycznia 1920 w Nicei, zm. 25 grudnia 2001 w Carcassonne) – francuski lekarz otolaryngolog. Pracował od lat 40. XX wieku nad ustaleniem zależności istniejących między ludzkim uchem i głosem, a w szerszym aspekcie pomiędzy słuchaniem i komunikacją.

## Życiorys
Urodził się jako wcześniak – około 2,5 miesiąca przed terminem planowanego porodu, co było przyczyną jego późniejszych problemów zdrowotnych, m.in. astmy oskrzelowej. W dzieciństwie dużo podróżował z ojcem – Hubertem Tomatisem, śpiewakiem operowym, artystą (basem) Opery Paryskiej. Częste kontakty z lekarzami skłoniły go do podjęcia studiów medycznych. Podczas II wojny światowej badał robotników przemysłu lotniczego, stwierdzając u nich powiązane ze sobą zaburzenia słuchu i głosu. Podobne problemy zaobserwował u kolegów ojca – zawodowych śpiewaków. Z uwagi na skromną bibliografię tej problematyki przeprowadzał liczne samodzielne eksperymenty ze słuchem i głosem ludzkim. Badał również związki pomiędzy lateralizacją słuchową, a jakością głosu oraz rolę ucha jako filtra, który decyduje o tym jakie spektrum dźwięku dociera ostatecznie do ucha wewnętrznego. Interesowała go też rola małych mięśni usznych: napinacza błony bębenkowej i mięśnia strzemiączkowego.
Odkrycia Tomatisa zostały opracowane w Laboratorium Fizjologii Uniwersytetu Sorbona. Przedstawiono je Akademii Nauk i Akademii Medycznej w Paryżu w latach 1957 oraz 1960. Zespół tych odkryć nazwano ogólnie prawami Tomatisa. Zakładały one w uproszczeniu, że głos zawiera wyłącznie to, co usłyszy ucho, jakiekolwiek modyfikacje słuchu zaowocują modyfikacją głosu, a także, iż możliwa jest trwała zmiana głosu w drodze stymulowania słuchu przez pewien dłuższy czas – tzw. prawo remanencji. Naukowiec był twórcą stosowanej do dziś metody Tomatisa (treningu uwagi słuchowej), która umożliwia ćwiczenie ucha w słuchaniu oraz podnosi jego wrażliwość na dźwięki.
Za swoje dokonania został honorowym Rycerzem Zdrowia Publicznego Francji w 1951. Leczył m.in. Gérarda Depardieu, Marię Callas oraz Romy Schneider.

## Kontrowersje
Metoda Tomatisa jako trening integracji narządu słuchu uważany jest za pseudonaukę.
Poprzez brak naukowej bazy i rzekome szerokie spektrum działania, francuskie władze zawsze traktowały metodę Tomatisa jako medycynę alternatywną, która nie powinna być promowana.
Tym niemniej obecnie istnieje już zbiór badań naukowych poświęconych metodzie doktora Tomatisa. Przykładowo, Rourke w 1982 roku (University of Windsor, Ontario, Kanada) przebadał wpływ terapii na uczenie się. Terapia pozytywnie wpłynęła na wiele badanych testami zmiennych, w tym, m.in. na płynność wypowiedzi, umiejętność czytania i lateralizację (dominację jednej z rąk).
Nie ma również dobrych dowodów naukowych na skuteczność treningu integracji słuchowej (takiego jaki jest proponowany w metodzie Tomatisa) w leczeniu osób z autyzmem.